# 鹿児島県保育所一覧
鹿児島県保育所一覧（かごしまけんほいくしょいちらん）は、鹿児島県の保育所の一覧。

## 公立保育所

### 鹿児島市
- 鹿児島市城南保育園
- 鹿児島市真砂保育園
- 鹿児島市春日保育園
- 鹿児島市三和保育園
- 鹿児島市原良保育園
- 鹿児島市東桜島保育園
- 鹿児島市中山保育園
- 鹿児島市東谷山保育園
- 鹿児島市本名保育所
- 鹿児島市宮之浦保育所
- 鹿児島市花尾保育所

## 私立保育所

### 鹿児島市
- 星ヶ峯保育園【鹿児島市の星ヶ峯幼稚園併設】
- すみれ保育園

### 南九州市
- 勝縁保育園